# Klaus Neubert
Pour les articles homonymes, voir Neubert.
Klaus Neubert, né le 23 juin 1942 à Dresde (Allemagne) est un diplomate allemand. Il a occupé le poste d'ambassadeur d'Allemagne en France de juillet 2004 à juillet 2007. Il était auparavant ambassadeur d'Allemagne en Italie.

## Études
Après avoir fréquenté l'école allemande de Rome et obtenu son baccalauréat français au lycée de Saint-Germain-en-Laye, il s'est orienté vers des études de droit en Allemagne, à Bonn et à Cologne. Il est également diplômé de l'université de Boston.

## Carrière
Après avoir rejoint le Ministère des affaires étrangères allemand en 1967, il est nommé en poste à l'Ambassade d'Allemagne au Sud-Viêt Nam. Il continuera sa jeune carrière à Berlin, à Bonn et auprès de la Mission permanente de l'Allemagne auprès de l'Organisation des Nations unies à New-York.
Par la suite, il sera nommé en poste au sein de l'ambassade d'Italie, à l'ambassade de l'ex-Union soviétique puis représentant de l'Allemagne pour le désarmement et le contrôle des armements auprès des institutions internationales. Il devient de mars à septembre 2000 représentant officiel de l'Allemagne auprès de l'Union Européenne.
Il terminera sa carrière en tant qu'ambassadeur de l'Allemagne en Italie, à Rome, puis en France, à Paris.